# 나가라 보라매 군단
〈나가라 보라매 군단〉(일본어: いざゆけ若鷹軍団 이자유케와카타카군단[*])은 후쿠오카 소프트뱅크 호크스의 공식 응원가이다. 전신구단인 후쿠오카 다이에 호크스 시대부터 존재한다.
작사는 하라다 타네요시, 보조 작사는 모리 유리코, 작곡은 토미야마 미츠히로, 편곡은 야마모토 켄지가 맡았다. 노래는 호크 윙스. 당시의 발매처는 도시바 레코드(당시의 도시바 EMI, 오늘날의 유니버설 뮤직 재팬/EMI 레코드 재팬)이다.

## 개요
호크스가 오사카에서 후쿠오카로 본처지를 옮겼을 때, ‘다이에 호크스에게도 응원가를’라는 구단 관계자의 생각에서 1989년에 제작됐다. 가사는 일반 공모에 의한 것이며 당시 사가 시에 거주하는 전 초등학교 교장이였던 하라다 타네요시( ~ 2001년 10월 4일)가 작사, 가사 중에, 서로의 난카이 · 한큐시대부터 이어진 라이벌 관계의 구단이였던 오릭스 브레이브스(당시)를 연상시키는 ‘용자’(勇者)라는 단어가 있기 때문에 모리 유리코(보조 작사)에 의해서 그 부분이 수정됐다.
다이에시대의 구단가는 〈다이아몬드의 매〉(아쿠 유와 우자키 류도가 맡음)였기 때문에 이것이 ‘공식 응원가’였다.
2002년에는 당시의 주력선수(코쿠보 히로키, 마츠나카 노부히코, 조지마 켄지, 시바하라 히로시, 타노우에 케이사부로)가 노래하는 버전이 제작됐으며, CD도 판매됐다. 2003년에는 개막전 세리머니로 그 지방 후쿠오카 출신이며 가수인 모리구치 히로코가 이 곡을 가창, 모리구치가 부르는 버전은 발매됐다. 2007년에는 에이벡스 소속의 음악 그룹인 ‘AAA’가 〈나가라 보라매 군단 2007〉이라는 제목으로 이 노래를 부르고 있다.
그 후, 소프트뱅크로의 구단매각 때에 소멸의 위기에 있었지만, 이 곡에 대한 팬의 지지가 높았기 때문에 (후술), 가사의 일부분을 수정해서 오늘날에도 사용되고 있다(‘다이에’ 부분이 ‘소프트뱅크’로 변경됐으며, 또 전주 부분과 2절과 3절의 간주 부분에 우렁찬 소리나 응원법이 추가되어있다). 또, 〈다이아몬드의 매〉의 폐지에 따라서 정식으로 구단가로 제정됐다.
2013년 2월 1일부터, 야후 돔이 ‘후쿠오카 야후오쿠!돔 (야후오쿠 돔)’에서 개칭됨에 따라서 ‘야후 돔’이라고 불리고 있던 부분의 가사가 변경됐다.

### 구장에서의 연주
호크스의 시합일에 구장 내에서 흐르는 타이밍은
시합 시작 전에 호크스 선수가 연습을 드러낼 때, 7회(주최시합에서는 7회말)의 공격전, 시합에 승리한 후이다. 시합 시작 전에는 가사를 기억해줬으면 하는 의도도 있으며 풀 코러스로 흘렀으며, 7회 공격 전에는 1절만, 시합에 승리했을 때에는 2절까지가 된다. 다만, 호크스가 승리하고 리그 우승을 결정했을 때, 또, 승리하고 일본 제일이 정해졌을 때에는, 3절까지 흐른다. 이것은 가사의 의미를 고려하고 있기 때문이며 특별사양이다. 이 형태는 헤이와다이 야구장 시대부터 오늘날까지 이어지고 있다. 또한, 2011년과 2014년의 클라이맥스 시리즈 우승 시에는 2절까지밖에 흐르지 않았다.
2008년 5월 24일, 야후 돔 에서의 일본생명 세·파 교류전, 소프트뱅크 대 한신전에서 다이에 호크스 시대의 유니폼이 복각됐을 때에 7회말의 러키 7로 다이에 시대의 〈나가라 보라매 군단〉이 4년만에 구장 내에서 흘렀다. 그 후, 2014년 8월 19일, 8월 20일의 ‘후쿠오카 클래식’에서도 흘렀다.
2011년 일본 선수권 시리즈 제7전 종료 후, 호크스가 승리해서 일본 제일을 달성했기 때문에 본래라면 3절까지 구장 내에서 흘렀을 것이다. 하지만, 이전에 승리했을 때와
같은 2절까지만이 흘러나왔기 때문에 비판을 받았다. 또한, 다이에 시대, 2003년의 일본제일을 달성했을 때에는 3절까지 흘렀다.

### 1절 가사에서 7번째 마디에 관해서
1절 가사 7번째 마디에는 소프트뱅크에 양도 후 ‘영광을 목표로 해서’(栄光をめざし)로 되어있다. 여기에는 “가사를 제멋대로 바꾼 것 아니냐”는 억측 등도 있지만, 실제로는 가사의 오타가 원인으로 들어가버렸기 때문이며 정식으로는 ‘영광의 목표’(栄光めざし)이다.
〈나가라 보라매 군단〉에서 첫 번째 마디부터 여덟 번째 마디까지는 칠오조를 사용했으며, 3절까지 글자가 많아지게 되는 현상이 없다. 작사가의 원작사에는 7음인 ‘栄光めざし舞い上がれ)’로 되어있다. 그 후, ‘栄光めざしはばたけよ)’로 변경됐다.
가사를 ‘栄光をめざし’로 하면 8음이 되며, 글자 수가 많아지는 현상이 일어난다. 훌숭이 마디에서 글자 수가 많아지는 현상이 일어나면 부자연스럽다. 또, 곡에서도 ‘こう’의 부분이 이음줄이 있는 4분음표 두 개로 되어있으며, 7음에 맞춘 곡조로 되어있기 때문에 ‘栄光めざし’의 가사가 올바른 것을 뒷바침하고 있다.
2014년 8월 19일 및 8월 20일의 ‘후쿠오카 클래식’의 사이타마 라이온스전 때에도, 다이에 시대의 나가라 보라매 군단이 흘렀지만, 그 때의 표시도 ‘栄光をめざし’로 표시하고 있다.
2014년 8월 20일, 구단의 공식 트위터에서 “원래 악보에서는 ‘を’가 있었던 것 같습니다”라고 발언했지만, 추정적이며 명확하게 출전도 표시되지 않았고 진상불명이다.

## 그 외
- 호크스의 지방인 후쿠오카에서는 텔레비전이나 라디오에서 호크스의 화제가 되면 반드시라고 해도 좋을 만큼 BGM에 이 노래가 흐르며, 게다가 팬을 중심으로 노래방에서도 잘 불리는 곡의 하나이며[7], 현민에 따라서는 후쿠오카현을 대표하는 노래가 된다.
- 다이에가 친회사였을 경에는 다이에만이 아니라 그룹의 각 회사(마루에츠, Big-A, 로손 등의 점포)의 가게 내에서 이 곡을 반복해서 흐르고 있었기 때문에, 그 지방 이외에도, 프로 야구를 자세히 모르는 주부층을 포함해서 친숙함이 깊은 곡이였다(소프트뱅크에 양도한 현재는 ‘호크스 응원 감사 세일’일 때에만 흐른다).
  - TBS 《앗코애게 맡겨줘!》에서 ‘요코하마 차이나타운의 재일중국인이 고른 일본의 노래’의 조사를 했을 때, 이 노래가 2위로 랭크인하고 있다(방송 당시, 차이나타운 부근에 다이에가 출점하고 있었리 때문).
- ‘도카펜 프로야구편’의 제1권에는 후쿠오카 다이에 호크스에 입단한 이와키 마사미가, 모자를 뒤집어쓴 채로 이 노래를 부르면서 머리를 감는 장면이 있다.
- 후쿠오카 요시모토에서 도쿄로 진출한 하카타 하나마루 · 다이키치가, 도쿄 무대에서 이 노래의 인트로가 흘렀다.
- 전국녹사그룹이 응원선창을 하는 시합의 경우에 ‘다이에’나 ‘소프트뱅크’ 부분을 ‘난카이’로 바뀌어 불리는 게 많다.
- TOKYO MX에서 방송되고 있는 호크스점 중계, FOX SPORTS 재팬에서 방송되고 있는 BASEBALL CENTER, 니코니코 동화 프로야구 채널에서의 중계에서는, 호크스의 러키 7 개시 전의 모습을 노컷으로 방송할 때에도 이 곡이 자막과 함께(가사는 1절을 사용) 흐르고 있다.
- 2014년 후쿠오카 시장 선거 캠페인송으로 이 노래의 개사곡 〈나가라 후쿠오카 시장 선거〉를 후쿠오카 시 선거관리위원회가 구단의 허가를 얻고 제작했으며, CM이나 가두선전에서 사용했다[8][9].

### 내용주
1. ↑  운문에서 7음 · 5음의 가락을 반복하는 것을 말한다.

### 참조주
1. 1 2  “飛翔 新生ホークス「応援歌変えないで　ファン、消滅を危ぐ」” [비상 신생 호크스 ‘응원가 바꾸지 말아라. 팬, 소멸 우려’] (일본어). 니시닛폰 신문. 2004년 12월 17일. 2005년 3월 16일에 원본 문서에서 보존된 문서. 2017년 4월 14일에 확인함.
2. ↑  《요미우리 신문》 2002년 3월 5일자 서부본사 석간8면.
3. ↑  《마이니치 신문》 2003년 3월 22일자 25면 (후쿠오카).
4. ↑  《스포츠 닛폰》 2004년 3월 2일자 4면.
5. ↑  《닛칸 스포츠》 2013년 3월 7일자 (오사카).
6. ↑  https://www.youtube.com/watch?v=sMCfQgBNLg0
7. ↑  《닛칸 스포츠》 서부본사 2004년 12월 11일자
8. ↑  “投票へ♪いざゆけ　若鷹軍団替え歌を市選管が作成” [투표로♪나가라, 보라매 군단 개사곡을 시장선거관리위원회가 작성] (일본어). 니시닛폰 신문. 2014년 10월 22일. 2016년 3월 4일에 원본 문서에서 보존된 문서. 2016년 5월 30일에 확인함.
9. ↑  https://www.youtube.com/watch?v=OjfAEZRMa9I